# Polypodium leucatomos
Polypodium leucatomos là một loài dương xỉ trong họ Polypodiaceae. Loài này được Poir. mô tả khoa học đầu tiên năm 1804.